# Шелудьки (Почепский район)
Шелудьки — деревня в Почепском районе Брянской области России. Входит в состав Гущинского сельского поселения.

## География
Деревня находится в центральной части Брянской области, в зоне хвойно-широколиственных лесов, в пределах Полесской низменности, при автодороге 15К-2013, на расстоянии примерно 14 километров (по прямой) к юго-западу от города Почепа, административного центра района. Абсолютная высота — 171 метр над уровнем моря.

### Климат
Климат характеризуется как умеренно континентальный, с тёплым летом и умеренно холодной зимой. Среднегодовая многолетняя температура воздуха составляет 5,2 °С. Средняя температура воздуха самого тёплого месяца (июля) — 18,4 °C (абсолютный максимум — 37,6 °C); самого холодного (января) — −8,1 °C (абсолютный минимум — −38 °C). Безморозный период длится 195—220 дней. Среднегодовое количество атмосферных осадков составляет 500—550 мм, из которых большая часть выпадает в тёплый период. Снежный покров держится в течение 125 дней. Преобладающие направления ветра в течение года южное и западное.

### Часовой пояс
Деревня Шелудьки, как и вся Брянская область, находится в часовой зоне МСК (московское время). Смещение применяемого времени относительно UTC составляет +3:00.

## Население
| 2010 | 2013 |
| ---- | ---- |
| 19   | ↘14  |

### Национальный состав
Согласно результатам переписи 2002 года, в национальной структуре населения русские составляли 100 % из 57 чел.